# دانة ميسي (مقاطعة دلفان)
دانة ميسي (بالفارسية: دانه میسی) هي قرية تقع في قسم كاكاوند الغربي الريفي (مقاطعة دلفان) في إيران. يقدر عدد سكانها بـ 508 نسمة بحسب إحصاء 2016.